# Pierrot nero
Pierrot nero (Der schwarze Pierrot) è un film muto del 1913 scritto e diretto da Harry Piel.

## Produzione
Il film fu prodotto dalla Continental Kunstfilm GmbH di Berlino

## Distribuzione
Venne presentato al pubblico tedesco il 14 marzo 1913. In Italia, fu distribuito dalla Flam Rigo con il visto di censura 1662 approvato nel novembre 1913.